# Rajd Korsyki 2017

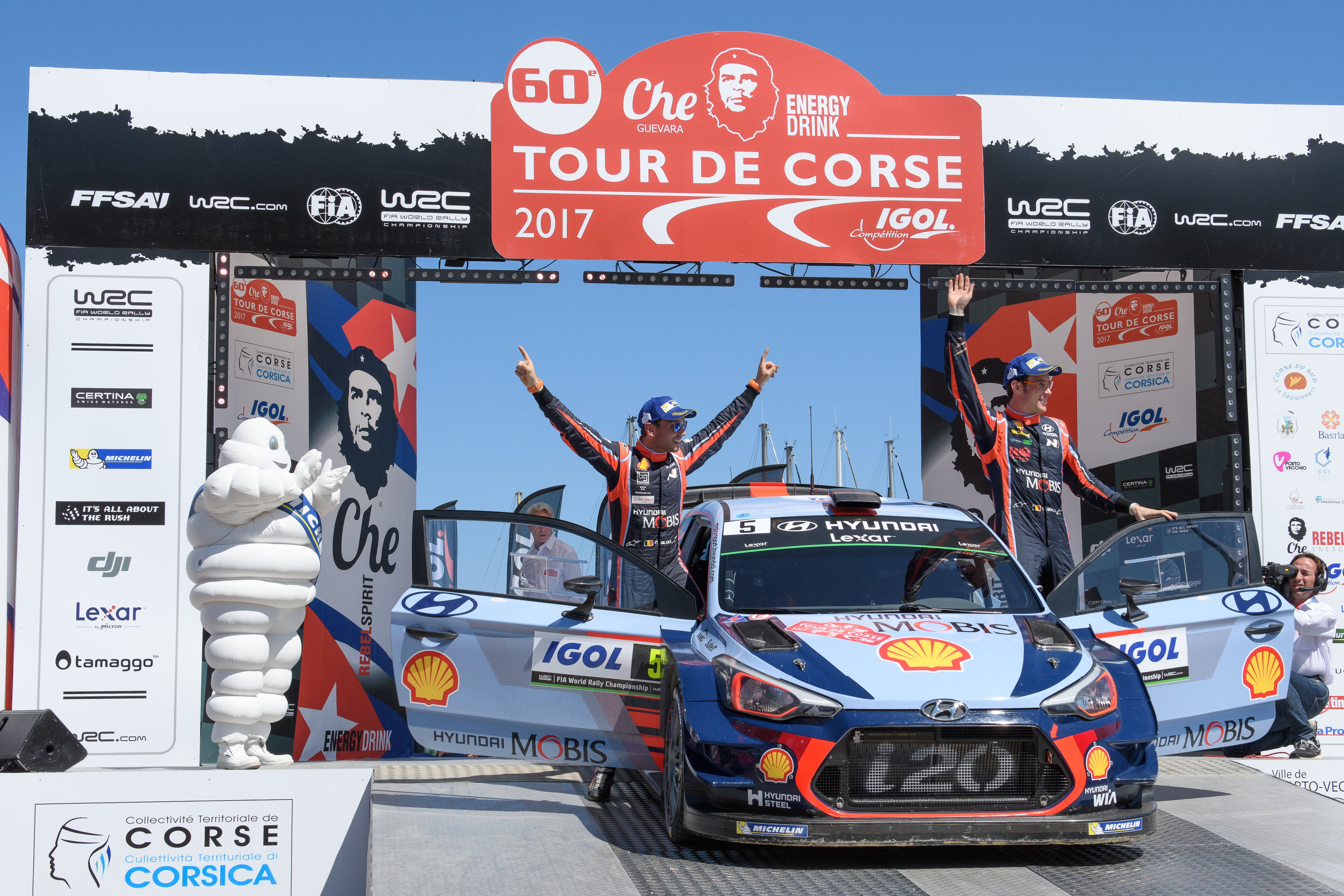
Zwycięzca Rajdu Korsyki w 2017 roku Thierry Neuville.

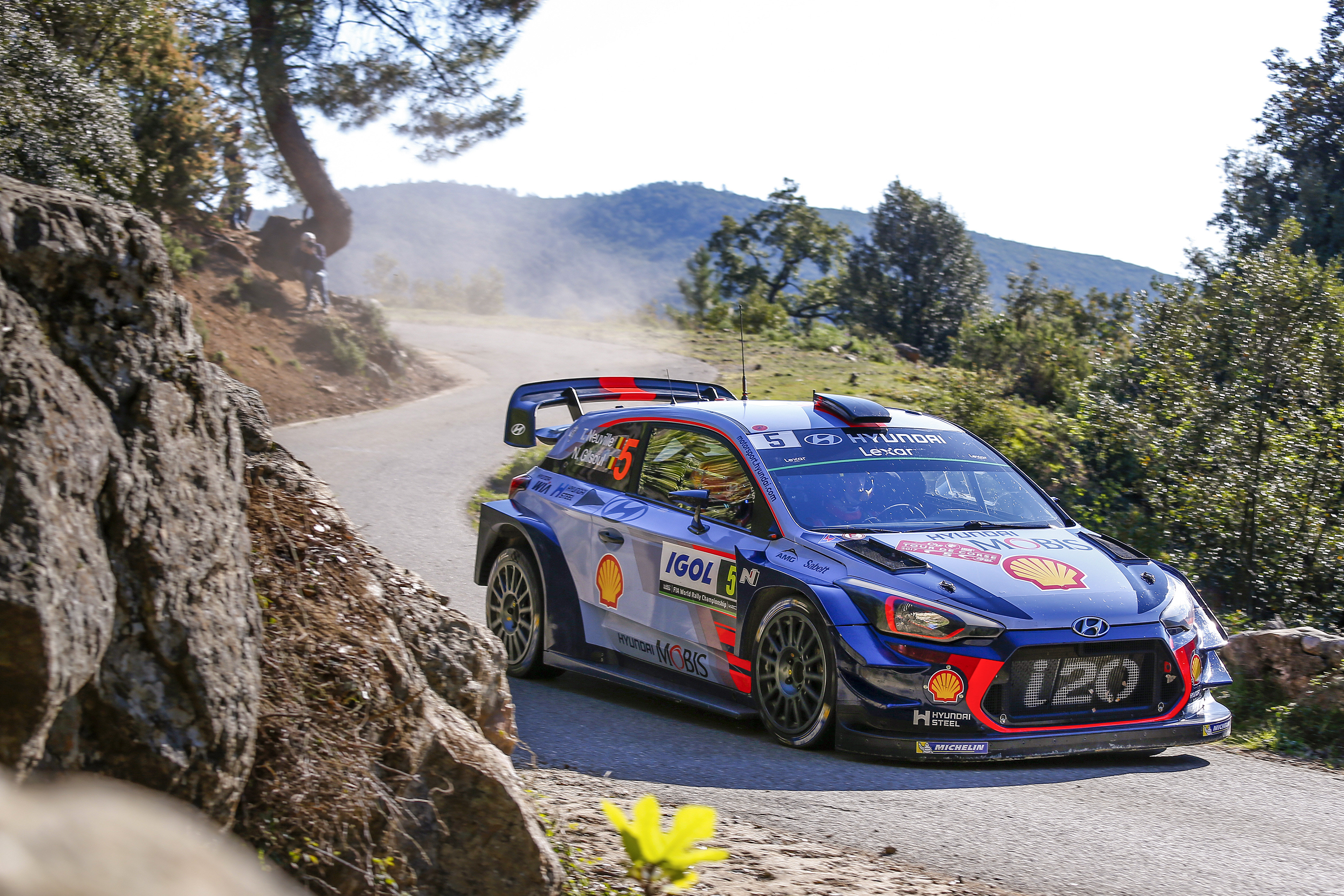
Thierry Neuville na trasie rajdu

Rezultaty Rajdu Francji (60. Che Guevara Energy Drink Tour de Corse – Rallye de France) – rundy Rajdowych Mistrzostw Świata, w 2017 roku, który odbył się w dniach 6–9 kwietnia. Była to czwarta runda czempionatu w tamtym roku. Bazą rajdu było miasto Ajaccio.

## Lista startowa[1]
| Nr. | Zespół                      | Class | Kierowca            | Pilot                | Samochód              | Opony |
| --- | --------------------------- | ----- | ------------------- | -------------------- | --------------------- | ----- |
| 1   | M-Sport World Rally Team    | WRC   | Sébastien Ogier     | Julien Ingrassia     | Ford Fiesta WRC       | M     |
| 2   | M-Sport World Rally Team    | WRC   | Ott Tänak           | Martin Järveoja      | Ford Fiesta WRC       | M     |
| 3   | M-Sport World Rally Team    | WRC   | Elfyn Evans         | Daniel Barritt       | Ford Fiesta WRC       | D     |
| 4   | Hyundai Motorsport          | WRC   | Hayden Paddon       | John Kennard         | Hyundai i20 Coupe WRC | M     |
| 5   | Hyundai Motorsport          | WRC   | Thierry Neuville    | Nicolas Gilsoul      | Hyundai i20 Coupe WRC | M     |
| 6   | Hyundai Motorsport          | WRC   | Dani Sordo          | Marc Martí           | Hyundai i20 Coupe WRC | M     |
| 7   | Citroën Total Abu Dhabi WRT | WRC   | Kris Meeke          | Paul Nagle           | Citroën C3 WRC        | M     |
| 8   | Citroën Total Abu Dhabi WRT | WRC   | Craig Breen         | Scott Martin         | Citroën C3 WRC        | M     |
| 9   | Citroën Total Abu Dhabi WRT | WRC   | Stéphane Lefebvre   | Gabin Moreau         | Citroën C3 WRC        | M     |
| 10  | Toyota GAZOO Racing WRC     | WRC   | Jari-Matti Latvala  | Miikka Anttila       | Toyota Yaris WRC      | M     |
| 11  | Toyota GAZOO Racing WRC     | WRC   | Juho Hänninen       | Kaj Lindström        | Toyota Yaris WRC      | M     |
| 31  | M-Sport World Rally Team    | WRC-2 | Eric Camilli        | Benjamin Veillas     | Ford Fiesta R5        | M     |
| 32  | Škoda Motorsport            | WRC-2 | Andreas Mikkelsen   | Anders Jæger         | Škoda Fabia R5        | M     |
| 33  | Škoda Motorsport            | WRC-2 | Jan Kopecký         | Pavel Dresler        | Škoda Fabia R5        | M     |
| 34  | M-Sport World Rally Team    | WRC-2 | Teemu Suninen       | Mikko Markkula       | Ford Fiesta R5        | M     |
| 35  | Emil Bergkvist              | WRC-2 | Emil Bergkvist      | Joakim Sjöberg       | Citroën DS3 R5        | M     |
| 36  | Gemini Clinic Rally Team    | WRC-2 | Bryan Bouffier      | Denis Giraudet       | Ford Fiesta R5        | M     |
| 38  | Printsport Oy               | WRC-2 | Ole Christian Veiby | Stig Rune Skjærmoen  | Škoda Fabia R5        | M     |
| 39  | Yoann Bonato                | WRC-2 | Yoann Bonato        | Benjamin Boulloud    | Citroën DS3 R5        | M     |
| 40  | Pierre-Louis Loubet         | WRC-2 | Pierre-Louis Loubet | Vincent Landais      | Ford Fiesta R5        | M     |
| 41  | Gekon racing                | WRC-2 | Simone Tempestini   | Giovanni Bernacchini | Citroën DS3 R5        | M     |
| 43  | Styllex – Lracing           | WRC-2 | Martin Koči         | Lukáš Kostka         | Škoda Fabia R5        | M     |
| 44  | Yohan Rossel                | WRC-2 | Yohan Rossel        | Benoît Fulcrand      | Citroën DS3 R5        | M     |
| 45  | Laurent Pellier             | WRC-2 | Laurent Pellier     | Benoît Neyret-Gigot  | Citroën DS3 R5        | M     |
| 42  | TRT Peugeot WRT             | WRC-2 | Łukasz Pieniążek    | Przemysław Mazur     | Peugeot 208 T16       | M     |

### Wyniki końcowe rajdu[2]
| Msc. | Nr. | Kierowca           | Pilot                  | Zespół                      | Samochód              | Klasa | Czas      | Strata   | Punkty |
| ---- | --- | ------------------ | ---------------------- | --------------------------- | --------------------- | ----- | --------- | -------- | ------ |
| 1    | 5   | Thierry Neuville   | Nicolas Gilsoul        | Hyundai Motorsport          | Hyundai i20 Coupe WRC | WRC   | 3:22:53.4 | 0.0      | 26     |
| 2    | 1   | Sébastien Ogier    | Julien Ingrassia       | M-Sport World Rally Team    | Ford Fiesta WRC       | WRC   | 3:23:48.1 | +54.7    | 22     |
| 3    | 6   | Dani Sordo         | Marc Martí             | Hyundai Motorsport          | Hyundai i20 Coupe WRC | WRC   | 3:23:49.4 | +56.0    | 17     |
| 4    | 10  | Jari-Matti Latvala | Miikka Anttila         | Toyota GAZOO Racing WRC     | Toyota Yaris WRC      | WRC   | 3:24:03.0 | +1:09.6  | 17     |
| 5    | 8   | Craig Breen        | Scott Martin           | Citroën Total Abu Dhabi WRT | Citroën C3 WRC        | WRC   | 3:24:03.1 | +1:09.7  | 13     |
| 6    | 4   | Hayden Paddon      | John Kennard           | Hyundai Motorsport          | Hyundai i20 Coupe WRC | WRC   | 3:25:09.7 | +2:16.3  | 8      |
| 7    | 32  | Andreas Mikkelsen  | Anders Jæger           | Škoda Motorsport            | Škoda Fabia R5        | WRC-2 | 3:31:04.1 | +8:10.7  | 6      |
| 8    | 34  | Teemu Suninen      | Mikko Markkula         | M-Sport World Rally Team    | Ford Fiesta R5        | WRC-2 | 3:32:10.4 | +9:17.0  | 4      |
| 9    | 84  | Stéphane Sarrazin  | Jacques-Julien Renucci | Stéphane Sarrazin           | Škoda Fabia R5        | N/A   | 3:32:17.0 | +9:23.6  | 2      |
| 10   | 44  | Yohan Rossel       | Benoît Fulcrand        | Yohan Rossel                | Citroën DS3 R5        | WRC-2 | 3:35:50.5 | +12:57.1 | 1      |
| 11   | 2   | Ott Tänak          | Martin Järveoja        | M-Sport World Rally Team    | Ford Fiesta WRC       | WRC   | 3:38:13.7 | +15:20.3 |        |
|      |     |                    |                        |                             |                       |       |           |          |        |
| 21   | 2   | Elfyn Evans        | Daniel Barritt         | M-Sport World Rally Team    | Ford Fiesta WRC       | WRC   | 3:51:45.7 | +28:52.3 |        |

1. ↑  Oznaczenie WRC w klasie informuje, iż tylko ci kierowcy zdobywali punkty dla swoich zespołów liczonych w klasyfikacji producentów na koniec sezonu.

## Zwycięzcy odcinków specjalnych[3]
| Dzień | OS   | Nazwa                                     | Długość  | Zwycięzca          | Samochód              | Czas    | Lider rajdu      |
| ----- | ---- | ----------------------------------------- | -------- | ------------------ | --------------------- | ------- | ---------------- |
| 1     | SS1  | Pietrosella – Albitreccia 1               | 31,20 km | Kris Meeke         | Citroën C3 WRC        | 19:56.5 | Kris Meeke       |
| 1     | SS2  | Plage du Liamone – Sarrola Carcopino 1    | 29,12 km | Kris Meeke         | Citroën C3 WRC        | 18:22.3 | Kris Meeke       |
| 1     | SS3  | Pietrosella – Albitreccia 2               | 31,20 km | Sébastien Ogier    | Ford Fiesta WRC       | 19:52.1 | Kris Meeke       |
| 1     | SS4  | Plage du Liamone – Sarrola Carcopino 2    | 29,12 km | Kris Meeke         | Citroën C3 WRC        | 18:20.4 | Kris Meeke       |
| 2     | SS5  | La Porta – Valle di Rostino 1             | 48,71 km | Thierry Neuville   | Hyundai i20 Coupe WRC | 32:19.6 | Kris Meeke       |
| 2     | SS6  | Novella 1                                 | 17,27 km | Thierry Neuville   | Hyundai i20 Coupe WRC | 11:13.1 | Kris Meeke       |
| 2     | SS7  | La Porta – Valle di Rostino 2             | 48,71 km | Sébastien Ogier    | Ford Fiesta WRC       | 32:15.9 | Thierry Neuville |
| 2     | SS8  | Novella 2                                 | 17,27 km | Thierry Neuville   | Hyundai i20 Coupe WRC | 11:17.7 | Thierry Neuville |
| 3     | SS9  | Antisanti – Poggio di Nazza               | 53,78 km | Thierry Neuville   | Hyundai i20 Coupe WRC | 32:34.6 | Thierry Neuville |
| 3     | SS10 | Porto Vecchio – Palombaggia [Power Stage] | 10,42 km | Jari-Matti Latvala | Toyota Yaris WRC      | 6:02.2  | Thierry Neuville |

### Power Stage
| Miejsce | Kierowca           | Pilot            | Samochód              | Czas   | Strata | Pkt |
| ------- | ------------------ | ---------------- | --------------------- | ------ | ------ | --- |
| 1       | Jari-Matti Latvala | Miikka Anttila   | Toyota Yaris WRC      | 6:02.2 |        | 5   |
| 2       | Sébastien Ogier    | Julien Ingrassia | Ford Fiesta WRC       | 6:03.0 | +0.8   | 4   |
| 3       | Craig Breen        | Scott Martin     | Citroën C3 WRC        | 6:04.3 | +2.1   | 3   |
| 4       | Dani Sordo         | Marc Martí       | Hyundai i20 Coupe WRC | 6:06.8 | +4.6   | 2   |
| 5       | Thierry Neuville   | Nicolas Gilsoul  | Hyundai i20 Coupe WRC | 6:08.6 | +6.4   | 1   |

## Wyniki po 4 rundzie
Kierowcy
|   | Msc. | Kierowa            | Punkty |
| - | ---- | ------------------ | ------ |
|   | 1    | Sébastien Ogier    | 88     |
|   | 2    | Jari-Matti Latvala | 75     |
| 2 | 3    | Thierry Neuville   | 54     |
| 1 | 4    | Ott Tänak          | 48     |
| 1 | 5    | Dani Sordo         | 47     |

Zespoły
|   | Msc. | Zespół                      | Punkty |
| - | ---- | --------------------------- | ------ |
|   | 1    | M-Sport World Rally Team    | 129    |
| 1 | 2    | Hyundai Motorsport          | 105    |
| 1 | 3    | Toyota GAZOO Racing WRC     | 79     |
|   | 4    | Citroën Total Abu Dhabi WRT | 71     |